# Mihkel Lüdig
Mihkel Lüdig (* 27. Apriljul. / 9. Mai 1880greg. in Vaskrääma, Gouvernement Livland, heute Landgemeinde Paikuse, Kreis Pärnu, Estland; † 7. Mai 1958 in Vändra) war ein estnischer Komponist.

## Leben
Mihkel Lüdig wurde in die kinderreiche Familie eines Försters geboren. Er begeisterte sich früh für Musik. Als Sechsjähriger nahm er dank der Förderung eines örtlichen Fabrikanten Unterricht bei dem Pärnuer Organisten Max Peters und spielte die Orgel in der Pärnuer Nikolaikirche. Schnell wurde man auf den begabten Jungen aufmerksam.
Ab 1897 nahm er Orgelunterricht am Moskauer Konservatorium bei dem lettischen Organisten Ludvigs Bētiņš. Lüdig studierte dann wegen Erkrankung seines Lehrers von 1898 bis 1904 am Sankt Petersburger Konservatorium in der Klasse von Louis Homilius. Er nahm Kurse in Musiktheorie und Komposition bei Nikolai Solowjow, Nikolai Rimski-Korsakow und Alexander Glasunow.
Nach seinem Studium war Lüdig als Leiter verschiedener estnischer Chöre in der russischen Hauptstadt tätig. Daneben wurde er als Nachfolger von Rudolf Tobias Organist in der lutherischen Johannes-Kirche, einem Zentrum der estnischsprachigen Gemeinde Sankt Peterburgs. Gleichzeitig war er als Pianist im Sinfonieorchester des Grafen Nikolai Scheremetew und als Experte in der Petersburger Klavierfabrik Offenbacher beschäftigt. 1908 veranstaltete Lüdig in Sankt Petersburg das erste Sinfoniekonzert, bei dem nur Werke estnischer Komponisten aufgeführt wurden.
Ab 1904 trat Lüdig mit seiner ersten Ehefrau, der Sängerin Mathilde Lüdig-Sinkel, auf Konzerten in Sankt Petersburg, Moskau und Estland auf. Eng blieb er mit dem Musikleben Estlands verbunden. 1903 war er einer der Leiter des Liedertags in Pärnu, 1906 eröffnete er das neue Theater- und Konzerthaus Vanemuine in Tartu. 1910 leitete Lüdig das VII. estnische Sängerfest in Tallinn. 1911 eröffnete er das Theater- und Konzerthaus Endla in Pärnu.
Während des Ersten Weltkriegs diente Lüdig in einem Militärorchester in Sankt Petersburg.
Mit der Revolution in Russland und der Ausrufung der estnischen Selbständigkeit übersiedelte die Familie Lüdig 1918 nach Estland. 1919 war Lüdig in Tallinn Mitbegründer der Tallinner Höheren Musikschule (später Tallinner Konservatorium), die er bis 1923 leitete. Von 1920 bis 1922 war Lüdig dort Dozent für das Fach Orgel. Von 1918 bis 1924 war Lüdig außerdem Organist an der Tallinner Karlskirche. 1923 gründete er mit Freunden die Aktiengesellschaft Esto-Muusika, eines der größten Instrumenten- und Musikaliengeschäfte im Estland der Zwischenkriegszeit. Daneben war er Mitbegründer der Musikzeitschrift Helikund, die einmal im Monat erschien. Mit seiner Ehefrau ging er in den 1920er Jahren auf Konzertreisen nach Deutschland und Frankreich.
Mitte der 1920er Jahre entschloss sich Lüdig aus finanziellen Gründen zur Auswanderung nach Argentinien. Die Zeit in Lateinamerika erwies sich aber als Flop, da es in Argentinien keine Konzertorgel gab. Lüdig verdiente sein Geld hauptsächlich als Barpianist. Von 1925 bis 1928 wirkte er als Leiter des deutschen Männerchors und Musiklehrer in Buenos Aires. In Argentinien gründete er 1926 den estnischen Verein.
1929 kehrte der gesundheitlich angegriffene Lüdig nach Estland zurück. Er war als Musiker und Musikkritiker in Tallinn und Pärnu tätig, ab 1934 lebte er in Vändra. 1940 wurde Lüdig zum Ehrenprofessor des Tallinner Konservatoriums ernannt. 1955 wurde ihm die Auszeichnung „Volkskünstler der Estnischen SSR“ verliehen.

## Kompositorisches Werk
Mihkel Lüdig hat zahlreiche Werke mit volkstümlichem estnischen Einschlag komponiert, darunter über fünfzig Lieder für Chorgesang sowie Solostücke. Vor allem sein 1904 für Chor komponiertes Stück Koit („Morgenröte“) nach einem Text von Friedrich Kuhlbars ist zu einem Markenzeichen der estnischen Sängerfeste geworden.
Lüdig komponierte neben weiteren Werken zwei Fantasie-Ouvertüren (1906, 1945), das sinfonische Poem Johannisnacht (1910), zwei Balladen für Cello und Sinfonieorchester (1945, 1958), die Suite Lembitu (1909) und eine Suite nach estnischen Volksweisen (1955). Bekannt wurden auch Lüdigs Bühnenmusik zu Ansomardis Drama Murueide tütar (1901) und Fragmente für die Oper Kalevipoeg ja Tuuslar nach einem Libretto von O. Mägi (1908).

## Privatleben
Mihkel Lüdig war ab 1904 mit der Sopranistin Mathilde Lüdig-Sinkel (1882–1953) verheiratet. Aus der Ehe gingen zwei Söhne hervor, darunter der Pianist und Dirigent Peeter Paul Lüdig (1906–1983). Nach der Scheidung heiratete Mihkel Lüdig Olga Mõtus (1886–1987).